# Ducado de San Fernando Luis

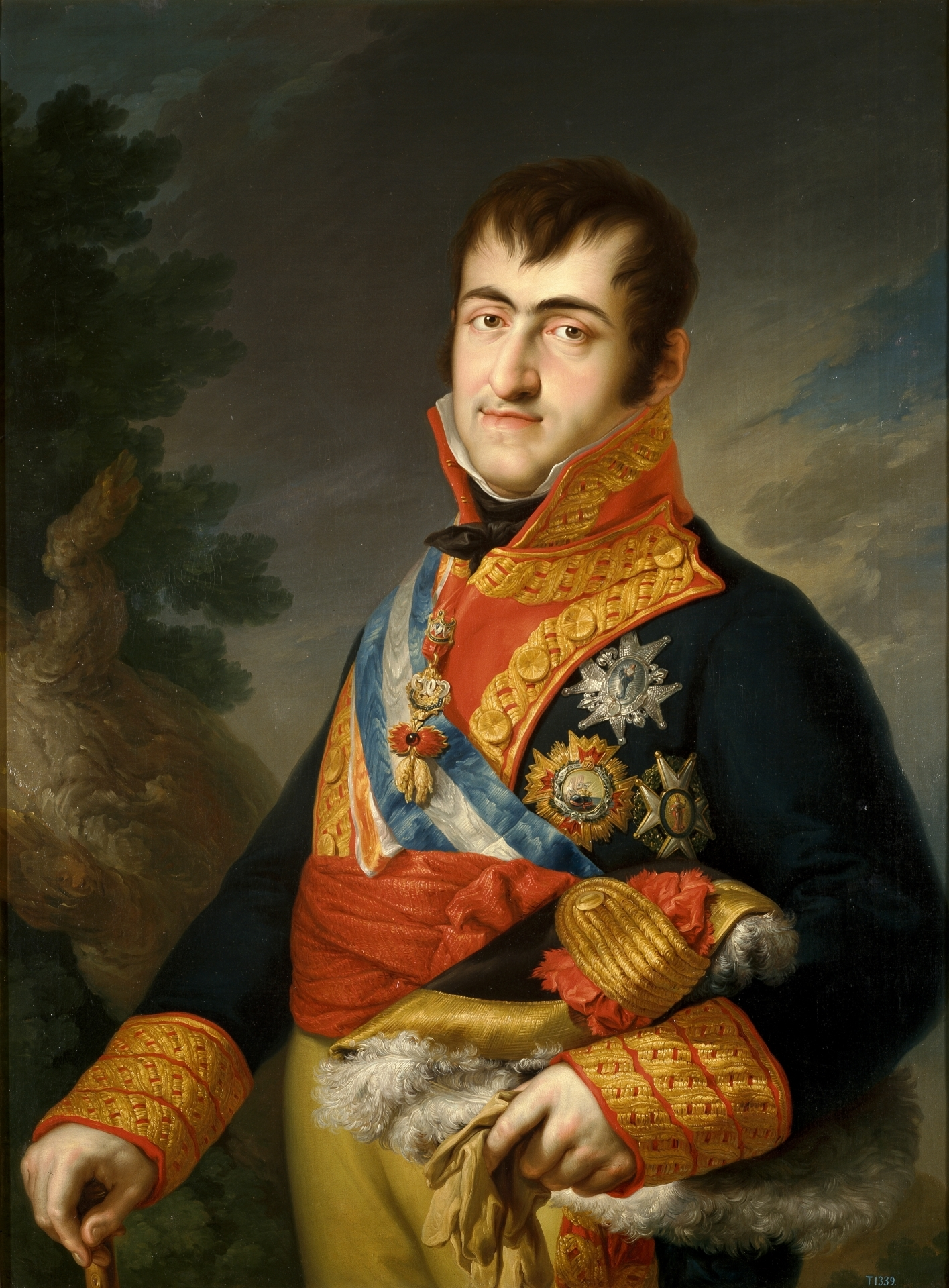
Fernando VII, quién creó el título español de duque de San Fernando Luis.

El ducado de San Fernando Luis es un título nobiliario español creado el 7 de febrero de 1816 por el rey Fernando VII a favor de Anne-Adrien-Pierre de Montmorency-Laval, prince et duc de Laval, Par de Francia y grande de España.

## Duques de San Fernando Luis
|                           | Titular                                 | Periodo                   |
| Creación por Fernando VII | Creación por Fernando VII               | Creación por Fernando VII |
| ------------------------- | --------------------------------------- | ------------------------- |
| i                         | Anne-Adrien-Pierre de Montmorency-Laval | 1816-1837                 |
| ii                        | Charlotte-Adélaïde de Montmorency-Laval | 1837-1872                 |
| iii                       | Guy de Lévis-Mirepoix                   | 1872-1886                 |
| iv                        | Henri de Lévis-Mirepoix                 | 1886-1915                 |
| v                         | Antoine Francoise de Lévis-Mirepoix     | 1916-1981                 |
| vi                        | Charles-Henri de Lévis-Mirepoix         | 1981-1985                 |
| vii                       | Antoine de Lévis-Mirepoix               | 1985-actual titular       |

## Historia de los duques de San Fernando Luis
- i duque: Anne-Adrien-Pierre de Montmorency-Laval (1768-1837), i duque, prince et duc de Laval, en Francia.

1. Casado en 1788 con Bonne-Charlotte-Renée-Adélaïde de Montmorency-Luxembourg, hija del duque de Piney-Luxembourg. Le sucedió su hija:

- ii duquesa: Charlotte Adélaïde de Montmorency-Laval (1798-Montigny, 1872),

1. Casó en 1817 con Gustave de Lévis-Mirepoix (1792-1851), marques de Mirepoix, en Francia. Le sucedió su hijo:

- iii duque: Guy de Lévis-Mirepoix (París, 1820-Léran, 1886).

1. Casó en 1844 con Marie-Josèphe-Hildegarde-Ghislaine de Mérode, hija del conde Henri de Mérode.

- iv duque: Charles Henri de Lévis-Mirepoix (Bruselas, 1849-Lerán, 1915)

1. Casó con Henriette Catharine Marie de Chabannes La Palice, hija de Antoine de Chabannes La Palice. Le sucedió su hijo:

- v duque: Antoine François de Lévis-Mirepoix (Lerán, 1884-Lavalenet, 1981).

1. Casó en 1911 con Nicole de Chaponay, hija de François-Pierre, marqués de Chanponay-Morancé. Le sucedió su hijo:

- vi duque: Charles-Henri de Lévis-Mirepoix (París, 1912-1987).

1. Casó en 1940 con Laurette Levisse de Montigny de Jaucourt, hija de Pierre Levisse de Montigny, marqués de Jaucourt. Le sucedió su hijo:

- vii duque: Antoine de Lévis-Mirepoix (Nueva York, 1942).

1. Casó en 1967 con la princesa Isabelle de Croÿ, hija del príncipe François-Emmanuel de Croÿ.

Actual duque de San Fernando Luis.